# Wir müssen reden!
Wir müssen reden! war eine deutsche Fernsehsendung, welche sich an der „Improvisationscomedy“ (Stegreifkomödie, Improvisationstheater) orientierte. Sie wurde ohne Drehbuch in einem Fernsehset aufgezeichnet. Zuerst wurde die Impro-Comedy um 22:15 Uhr ausgestrahlt, aufgrund sehr schlechter Quoten wurde sie ab dem 24. September 2010 ins Nachtprogramm von Sat.1 verschoben und lief um 00:10 Uhr nach der „Oliver Pocher Show“.

## Konzept und Inhalt
Wir müssen reden! spielte in einem italienischen Restaurant namens „Trinachria“, wo sich die Freundinnen Annette Pfeiffer (Annette Frier) und Cordula van Grooten (Cordula Stratmann) trafen, um zu reden. Dazu gehörte auch Stephano (Johann von Bülow), der Kellner, der die beiden Freundinnen bediente und aktiv mit in die Handlung eingriff. Jeweils zu Beginn jeder Folge erhielten Annette und Cordula ein Einstiegs-Szenario, in Form eines kurzen Textes, an dem sie sich orientieren mussten. Ein Drehbuch gab es nicht.

## Produktion und Ausstrahlung
Nachdem Cordula Stratmann die erfolgreiche Impro-Comedyserie Schillerstraße verlassen hatte, weil sie sich neuen Projekten widmen wollte, entwickelte sie zusammen mit Annette Frier ihre eigene Impro-Comedy. Diese hob sich insofern von bereits Vorhandenem ab, als es hier kein Live-Publikum zum Unterhalten gab. Die erste Staffel beinhaltete acht Folgen, je nach Erfolg solle es weitere Staffeln geben. Der Quotenerfolg der neuen Impro-Serie blieb jedoch aus. Die Quoten blieben dauerhaft unter dem Senderdurchschnitt. Sat.1 reagierte mit der Verschiebung des Formats in das Nachtprogramm um 00:10 Uhr.

### Merchandise
Trotz schlechter Quoten wurde die erste Staffel „Wir müssen reden!“ am 15. Oktober 2010 auf DVD veröffentlicht. Diese beinhaltet alle acht Folgen der ersten Staffel und das jeweilige Making-of.

## Gaststars
Neben den drei Hauptakteuren gab es unter anderem auch verschiedene Gaststars wie zum Beispiel Bastian Pastewka und Til Schweiger.

## Episodenliste
| Folge | Folgentitel         | Einstiegs-Szenario | Gaststar(s)                                                 | Erstausstrahlung   |
| ----- | ------------------- | --- | ----------------------------------------------------------- | ------------------ |
| 1     | Das Ergebnis        | Cordula hat soeben ein Testergebnis bekommen, das große Auswirkung auf ihre Familienplanung hat. Annette ist als Freundin gefragt. | Tobias Licht                                                | 27. August 2010    |
| 2     | Schlüssel vergessen | Cordula kommt stolz von der Arbeit. Sie hatte heute eine Hörbuchproduktion mit Bastian Pastewka. Ein toller Tag, bis Pastewka unverhofft vor der Türe steht – Cordula hat Mist gebaut. Während Cordula versucht, alles wiedergutzumachen, kommen sich Annette und Bastian näher. | Bastian Pastewka                                            | 3. September 2010  |
| 3     | One-Night-Stand     | Annette hat ihrer Freundin Cordula einen One-Night-Stand verschwiegen. Heute Abend erzählt sie endlich davon. | —                                                           | 10. September 2010 |
| 4     | Mama                | Stephanos Mama hat für heute ihren Besuch angekündigt. Jetzt braucht er dringend eine Freundin. Annette oder Cordula? | Teresa Harder                                               | 17. September 2010 |
| 5     | Robbie              | Annette und Cordula waren shoppen und haben es richtig krachen lassen. Der Tag soll bei Stephano einen würdigen Abschluss finden. Aber das Lokal ist geschlossen. Denn Stephano erwartet einen Weltstar.                                                                         | —                                                           | 25. September 2010 |
| 6     | Der Antrag          | Cordula hat einen Heiratsantrag ihres Freundes bekommen. Annette freut sich riesig, es gibt doch nichts Schöneres, als von seinem Traummann geheiratet zu werden. | —                                                           | 2. Oktober 2010    |
| 7     | Fischvergiftung     | Annette und Cordula flippen aus. Am Nachbartisch sitzt ein großer Filmstar. Natürlich essen sie beide das Gleiche wie er. Ein Fehler … | Til Schweiger                                               | 9. Oktober 2010    |
| 8     | Rollentausch        | Annette und Cordula haben Stress miteinander. Da bekommt Stephano auch noch einen Hexenschuss. Annette und Cordula übernehmen das Lokal. | u. a. Alexia von Wismar, Frederik Hunschede und Nora Binder | 16. Oktober 2010   |